# جيمس الكسندر
جيمس الكسندر (بالإنجليزية: James Edward Alexander)‏ (و. 1803 – 1885 م) هو جغرافي، وعسكري، وعالم طبيعة، ومستكشف، وكاتِب، من إسكتلندا، ولد في استيرلينغ، كان عضوًا في الجمعية الجغرافية الملكية، توفي عن عمر يناهز 82 عاماً.

## التعليم
تعلم في الكلية العسكرية الملكية بساندهيرست ‏.

## الخدمة العسكرية
خدم في الجيش البريطاني.

## جوائز
حصل على جوائز منها:
- رفيقة اوردر اوف باث.